# Hajime no Ippo
Hajime no Ippo (はじめの一歩, letterlijk The First Step), ook wel bekend als Hajime no Ippo: The Fighting and Fighting Spirit, is een manga- en animeserie geschreven door George Morikawa. De serie werd voor het eerst gepubliceerd in oktober 1989 in het Japanse maandblad Weekly Shonen Magazine van de uitgever Kodansha, en is sindsdien uitgebracht in 112 gebundelde delen. De serie volgt het verhaal van een student genaamd Makunouchi Ippo die een carrière begint in boksen en later veel titels wint en verschillende tegenstanders verslaat.
Van de mangaserie is ook een animeserie gemaakt. De serie, genaamd Hajime no Ippo: The Fighting!, is geproduceerd door Madhouse, Nippon TV en VAP, Inc. onder regie van Satoshi Nishimura. De serie heeft 76 afleveringen en was van oktober 2000 tot maart 2002 te zien op het Japanse tv-kanaal Nippon Television Network. Van de serie is ook een OVA, genaamd Mashiba vs. Kimura, en een film genaamd Champion Road gemaakt.
Op 15 september 2008 werd in het maandblad Weekly Shonen Magazine bekendgemaakt dat er een tweede seizoen van de mangaserie uitgezonden zou worden. De serie, genaamd Hajime no Ippo: New Challenger, heeft 26 afleveringen en was van 6 januari 2009 tot 30 juni 2009 te zien op het Japanse tv-kanaal Nippon Television Network. Na de laatste aflevering van seizoen twee werd bekendgemaakt dat er een derde seizoen gemaakt ging worden. Het derde seizoen, genaamd Hajime no Ippo: Rising, heeft 25 afleveringen en was van 6 oktober 2013 tot 29 maart 2014 te zien op het Japanse tv-kanaal Nippon Television Network.
Van de serie zijn ook in totaal negen computerspellen uitgebracht op de PlayStation, PlayStation 2, PlayStation 3, Game Boy Advance, Nintendo DS, Wii en PlayStation Portable.